# 貝拉拱門

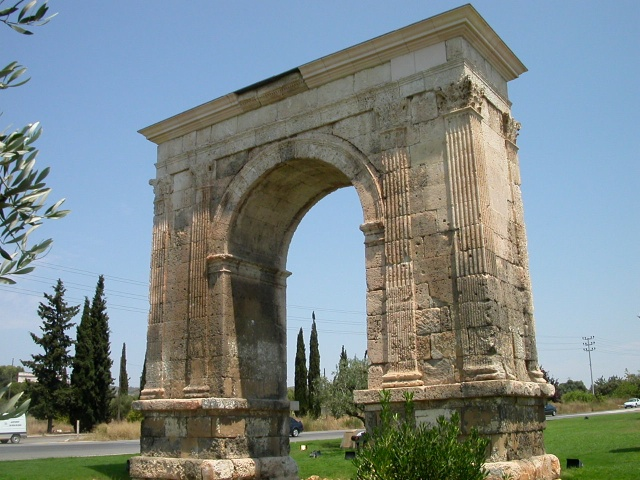
奧古斯都拱門

貝拉拱門（Arc de Berà）是位於西班牙加泰隆尼亞城市塔拉哥納東北的一座凱旋門。2000年，這座拱門作為塔拉戈納圓形劇場的一部分被列入世界文化遺產。